# یواس‌اس فلایرکرست (ای‌ام‌اس-۱۰)
یواس‌اس فلایرکرست (ای‌ام‌اس-۱۰) (به انگلیسی: USS Firecrest (AMS-10)) یک کشتی بود که طول آن ۱۳۶ فوت (۴۱ متر) بود. این کشتی در سال ۱۹۴۳ ساخته شد.